# Ženský okruh ITF

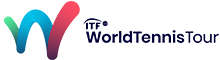
Logo okruhu ITF

Ženský okruh ITF (anglicky ITF Women's Circuit, oficiálně  Women's ITF World Tennis Tour) je celosvětový okruh profesionálních tenisových turnajů žen organizovaný Mezinárodní tenisovou federací (ITF). Představuje nižší úroveň ženského profesionálního tenisu. Částečné bodové začlenění do hodnocení žebříčku WTA umožňuje mladým tenistkám postup do vyšších úrovní – okruhů WTA 125 a WTA Tour, které jsou organizovány Ženskou tenisovou asociací (WTA).
Na počátku sezóny 2019 došlo k reformě a přejmenování okruhu na ITF World Tennis Tour, rovněž tak vzniku samostatného žebříčku ITF. Body do klasifikace WTA byly v roce 2019 připsány turnajům s dotací 25–100 tisíc dolarů. Naopak z událostí s rozpočtem 15 tisíc dolarů se body začaly přičítat do žebříčku ITF. V roce 2020 pak byly do klasifikace ITF započítávány pouze body z druhého kola kvalifikace a finálové výhry v ní u turnajů s dotací 15–25 tisíc dolarů. 
Každou sezónu je po celém světě hráno několik set turnajů okruhu ITF v soutěžích ženské dvouhry a čtyřhry. Trvají jeden týden a liší se rozpočtem  15, 35, 50, 75 a 100 000 dolarů. 
V mužské části profesionálního tenisu existuje mužský okruh ITF (15 a 25 000 dolarů), jakožto třetí a nejnižší úroveň. Druhá a střední kvalitativní etáž mužského tenisu je organizována Asociací profesionálních tenistů (ATP) ve formě okruhu ATP Challenger Tour, který odpovídá turnajům ženského okruhu WTA 125 s větším rozpočtem. 

## Historie

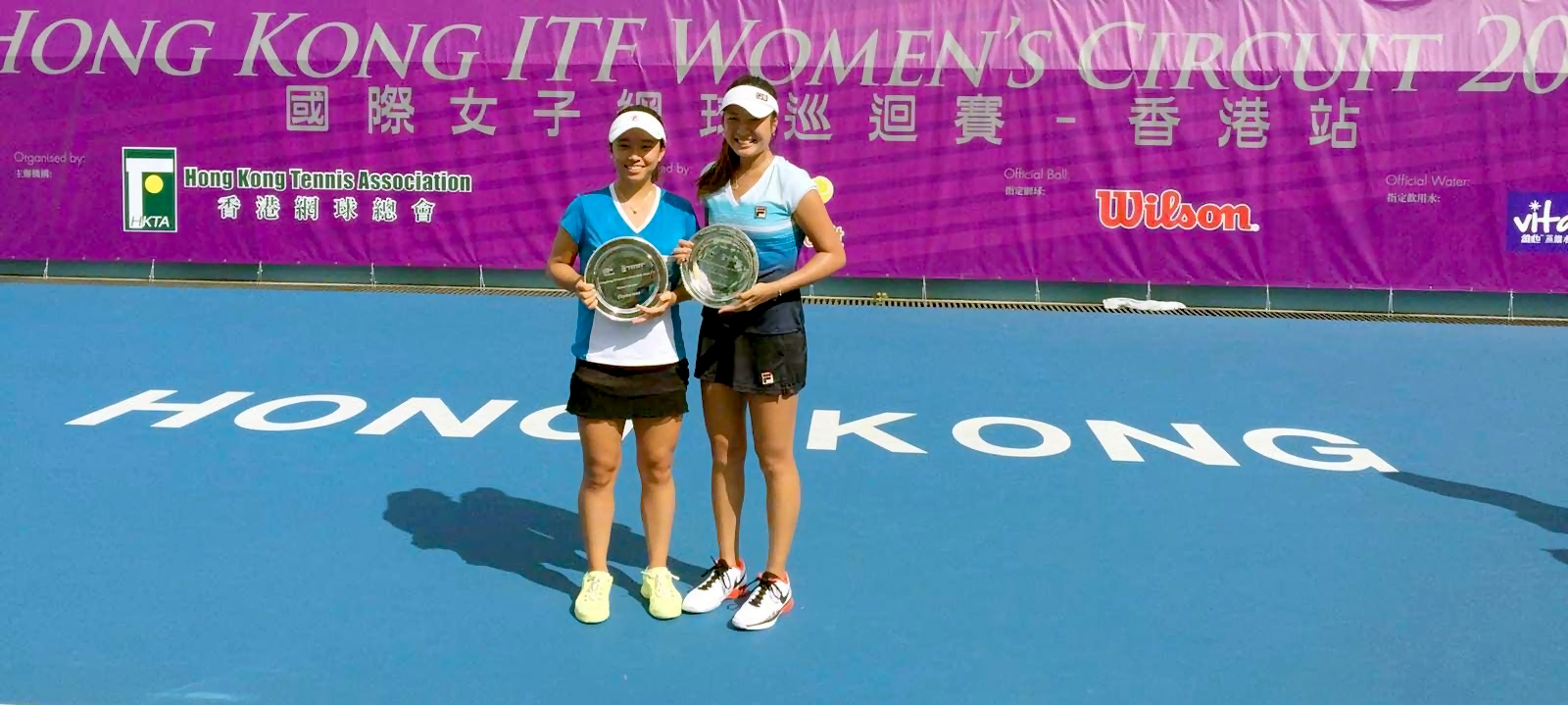
Hongkonžanky Eudice Chongová s Katherine Ipovou s trofejemi ze čtyřhry 10tisícového turnaje ITF v hongkongském Victoria Parku, červenec 2016

Mezinárodní tenisová federace přijala, vedle Ženské tenisové asociace, odpovědnost za organizaci celosvětového okruhu žen v roce 1984. Do té doby byly turnaje pořádány Evropskou tenisovou asociací a Americkým tenisovým svazem. V sezóně 1983 se hrálo 26 turnajů na evropském kontinentu, 14 ve Spojených státech a tři další události v Austrálii s dotací 10 tisíc dolarů. Celkový rozpočet ročníku činil 340 tisíc dolarů.
Hlavním cílem bylo vytvoření jednotných pravidel pro turnaje ve všech pořadatelských státech, což se ukázalo jako nesnadný úkol. Během roku 1985 pokračovalo hledání shody a způsobů komunikace s Ženskou tenisovou asociací. Výsledkem byl premiérový ročník okruhu ITF konaný v sezóně 1986. Dotace jednotlivých událostí činila 5–50 tisíc dolarů. Grandslamový Wimbledon přispěl do začátku částkou 100 tisíc liber, když si uvědomoval potřebu okruhu jako základny rozvoje tenisových talentů. V roce 1986 se k wimbledonské podpoře přidaly i French Open a US Open, se zřízením podpůrného fondu Grand Slam Trust Fund. Prostřednictvím tohoto fondu vznikla v závěru roku 1986 první 12týdenní série turnajů v Jižní Americe. Asie se připojila pořadatelstvím 14týdenní turnajové šňůry dotované 115 tisíci dolary. Na konci sezóny 1986 bylo již do kalendáře okruhu začleněno 108 turnajů s celkovým rozpočtem 1 075 000 dolarů.
V sezóně 2019 byl okruh oficiálně přejmenován na ITF World Tennis Tour, jakožto zastřešující projekt pro profesionální okruh ITF dospělých a juniorský okruh, s cílem umožnit juniorkám rychlejší přechod do ženského tenisu. Od března 2017 měl plán nové podoby okruhu přechodný název ITF Transition Tour. Jednou z příčin oddělení bodově provázaných okruhů ATP a ITF byl nárůst profesionálek a korupce při obchodování se zápasy. Zreformovaný okruh ITF přinesl tenistkám nižší finanční náklady, vyšší efektivitu rozdělování prize money, nárůst počtu turnajů a zvýšení lokálního charakteru pořadatelství.

## Kategorie, body a prize money
Za postup do příslušného kola konkrétního turnaje, který je definován kategorií, získá tenistka předem stanovený počet bodů. S rebrandingem okruhu ITF na přelomu let 2018/2019 se začaly od sezóny 2019 kategorie označovat písmenem „W“ (W – women, ženy) a hodnotou dotace –  W15 u dotace 15 tisíc dolarů až W100 u dotace 100 tisíc dolarů. V sezóně 2023 došlo u kategorií k rozvolnění shody názvu s částkou dotace, kdy byl např. turnaj W75 dotován 60 tisíci dolary, W50 částkou 40 tisíc dolarů a v ročníku 2024 turnaj W35 financován 25 tisíci dolary.  
K sezóně 2014 bylo organizováno kolem 400 turnajů v 60 státech světa a v roce 2016 se odehrálo již 572 turnajů, v jejichž  rámci dosáhla nejvyššího počtu osmi titulů Němka Katharina Hobgarská.
Do sezóny 2016 činily rozpočty turnajů 10, 15, 25, 50, 75 a 100 tisíc dolarů. V sezóně 2017 došlo ke změně některých kategorií a turnaje začaly být hrány s celkovou dotací 15, 25, 60, 80 a 100 tisíc dolarů. V roce 2023 vznikla jednoletá kategorie turnajů dotovaných 40 tisíci dolary, kterou v sezóně 2024 nahradila kategorie 35tisícových turnajů. Celkové odměny hráčkám dosáhly v roce 2023 částky 16,5 milionu dolarů, což znamenalo meziroční nárůst o 10 %. Namísto kategorie W40 v roce 2024 vznikla kategorie turnajů dotovaných 35 tisíci dolary. Kategorie W80 a W60 byly nahrazeny již dříve existujícími úrovněmi W75 a W50. V ročníku 2024 bylo uspořádáno 602 turnajů s celkovým rozpočtem 17,9 milionů dolarů. Nejvyššího počtu 66 výher dosáhla Slovenka Katarína Kužmová.
Některé turnaje v nejvyšších kategoriích zajišťují hráčkám ubytování, tzv. Hospitality (+H).

### Hospitality
Turnaj nabízející tzv. Hospitality  musí splňovat konkrétní minimální nároky vycházející z požadavků Mezinárodní tenisové federace. Každá hráčka hlavní soutěže dvouhry má nárok na pokoj s lůžkem, a to minimálně v počtu čtyř noclehů, ne dříve než den před zahájením hlavní soutěže, dále v průběhu turnaje a to až do dne následujícího po vyřazení. Každá hráčka hlavní soutěže čtyřhry má nárok na pokoj v den sign-in, minimálně na dva noclehy, dále pak v průběhu turnaje a to až do noci ve dni, kdy odehrála poslední zápas. Kvalifikantkám postupujícím do hlavní soutěže jsou poskytnuty stejné podmínky.

## ITF Women’s World Tennis Tour 2025
Do žebříčku WTA jsou započítávány body ze všech kategorií s rozpočtem 15–100 tisíc dolarů.
| ITF Women's World Tennis Tour 2025 | ITF Women's World Tennis Tour 2025 | ITF Women's World Tennis Tour 2025 | ITF Women's World Tennis Tour 2025 | ITF Women's World Tennis Tour 2025 | ITF Women's World Tennis Tour 2025 | ITF Women's World Tennis Tour 2025 | ITF Women's World Tennis Tour 2025 | ITF Women's World Tennis Tour 2025 | ITF Women's World Tennis Tour 2025 | ITF Women's World Tennis Tour 2025 | ITF Women's World Tennis Tour 2025 |
| ↓kategorie / fáze→ | vítězky                            | finalistky                         | semifinalistky                     | čtvrtfinalistky                    | 16 v kole                          | 32 v kole                          | 64 v kole                          | QV                                 | Q3                                 | Q2                                 | Q1                                 |
| --- | ---------------------------------- | ---------------------------------- | ---------------------------------- | ---------------------------------- | ---------------------------------- | ---------------------------------- | ---------------------------------- | ---------------------------------- | ---------------------------------- | ---------------------------------- | ---------------------------------- |
| W100 (48D, 32Q) | 100                                | 65                                 | 39                                 | 21                                 | 12                                 | 7                                  | 1                                  | 5                                  | 3                                  | –                                  | –                                  |
| W100 (32D, 32/24Q) | 100                                | 65                                 | 39                                 | 21                                 | 12                                 | 1                                  | –                                  | 5                                  | 3                                  | –                                  | –                                  |
| W100 (16Č) | 100                                | 65                                 | 39                                 | 21                                 | 1                                  | –                                  | –                                  | –                                  | –                                  | –                                  | –                                  |
| W75 (48D, 32Q) | 75                                 | 49                                 | 29                                 | 16                                 | 9                                  | 5                                  | 1                                  | 3                                  | 2                                  | –                                  | –                                  |
| W75 (32D, 32/24Q) | 75                                 | 49                                 | 29                                 | 16                                 | 9                                  | 1                                  | –                                  | 3                                  | 2                                  | –                                  | –                                  |
| W75 (16Č) | 75                                 | 49                                 | 29                                 | 16                                 | 1                                  | –                                  | –                                  | –                                  | –                                  | –                                  | –                                  |
| W50 (48D, 32Q) | 50                                 | 33                                 | 20                                 | 11                                 | 6                                  | 3                                  | 1                                  | 2                                  | 1                                  | –                                  | –                                  |
| W50 (32D, 32/24Q) | 50                                 | 33                                 | 20                                 | 11                                 | 6                                  | 1                                  | –                                  | 2                                  | 1                                  | –                                  | –                                  |
| W50 (16Č) | 50                                 | 33                                 | 20                                 | 11                                 | 1                                  | –                                  | –                                  | –                                  | –                                  | –                                  | –                                  |
| W35 (48D/32,24Q) | 35                                 | 23                                 | 14                                 | 8                                  | 4                                  | 2                                  | 1                                  | 1                                  | –                                  | –                                  | –                                  |
| W35 (32D/64,48,32,24Q) | 35                                 | 23                                 | 14                                 | 8                                  | 4                                  | –                                  | –                                  | 1                                  | –                                  | –                                  | –                                  |
| W35 (16Č) | 35                                 | 23                                 | 14                                 | 8                                  | 1                                  | –                                  | –                                  | –                                  | –                                  | –                                  | –                                  |
| W15 (32D/64,48,32,24Q) | 15                                 | 10                                 | 6                                  | 3                                  | 1                                  | –                                  | –                                  | –                                  | –                                  | –                                  | –                                  |
| W15 (16Č) | 15                                 | 10                                 | 6                                  | 3                                  | –                                  | –                                  | –                                  | –                                  | –                                  | –                                  | –                                  |
| QV – vítězka kvalifikace, Q1–2 – 1. a 2. kolo kvalifikace, (xD/Č/Q) – „x“ počet hráček v soutěži dvouhry/čtyřhry/kvalifikace; H – turnaj hráčkám zajišťuje ubytování (Hospitality) |                                    |                                    |                                    |                                    |                                    |                                    |                                    |                                    |                                    |                                    |                                    |

## Nejvíce singlových titulů podle sezón

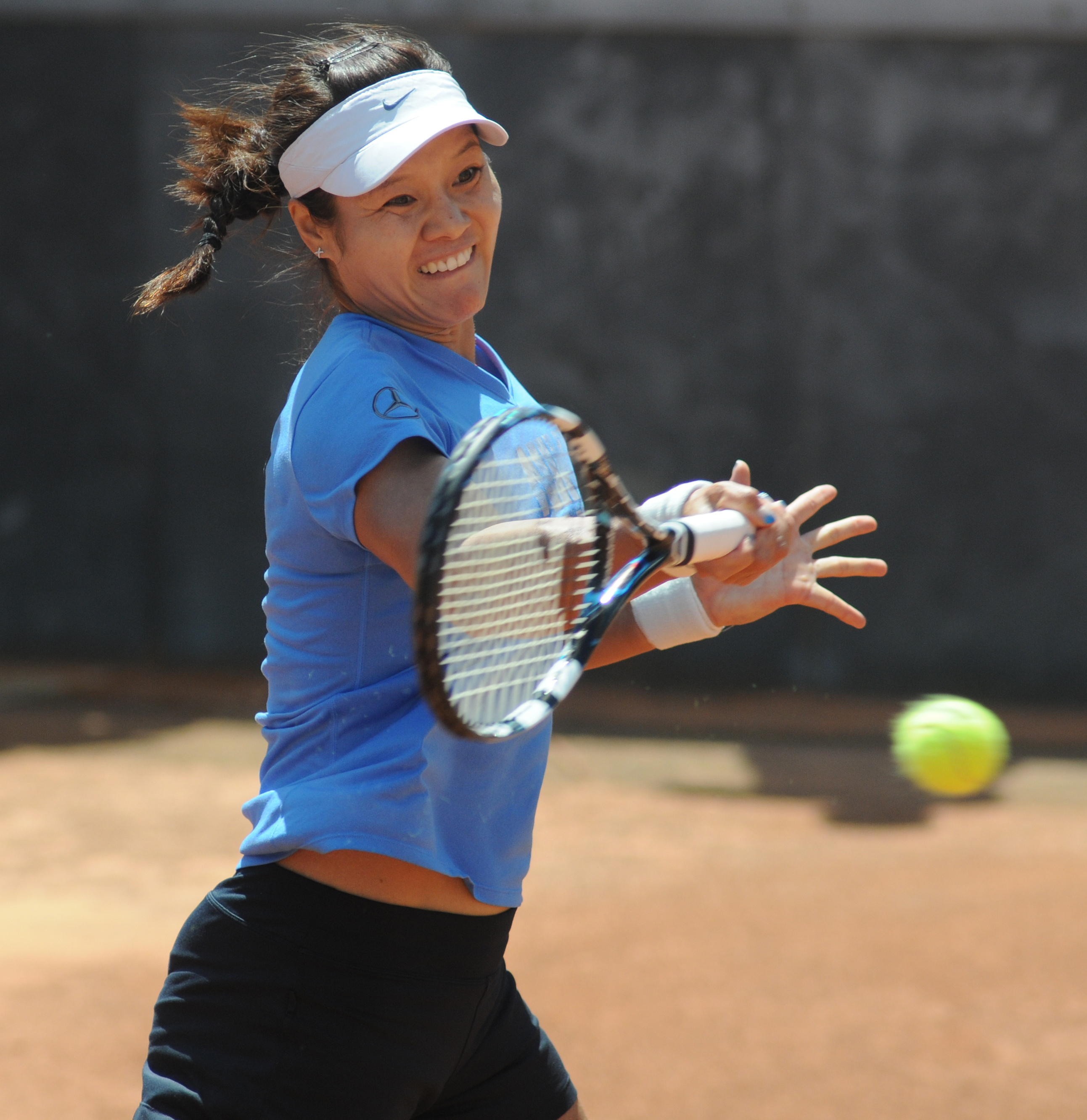
Li Na

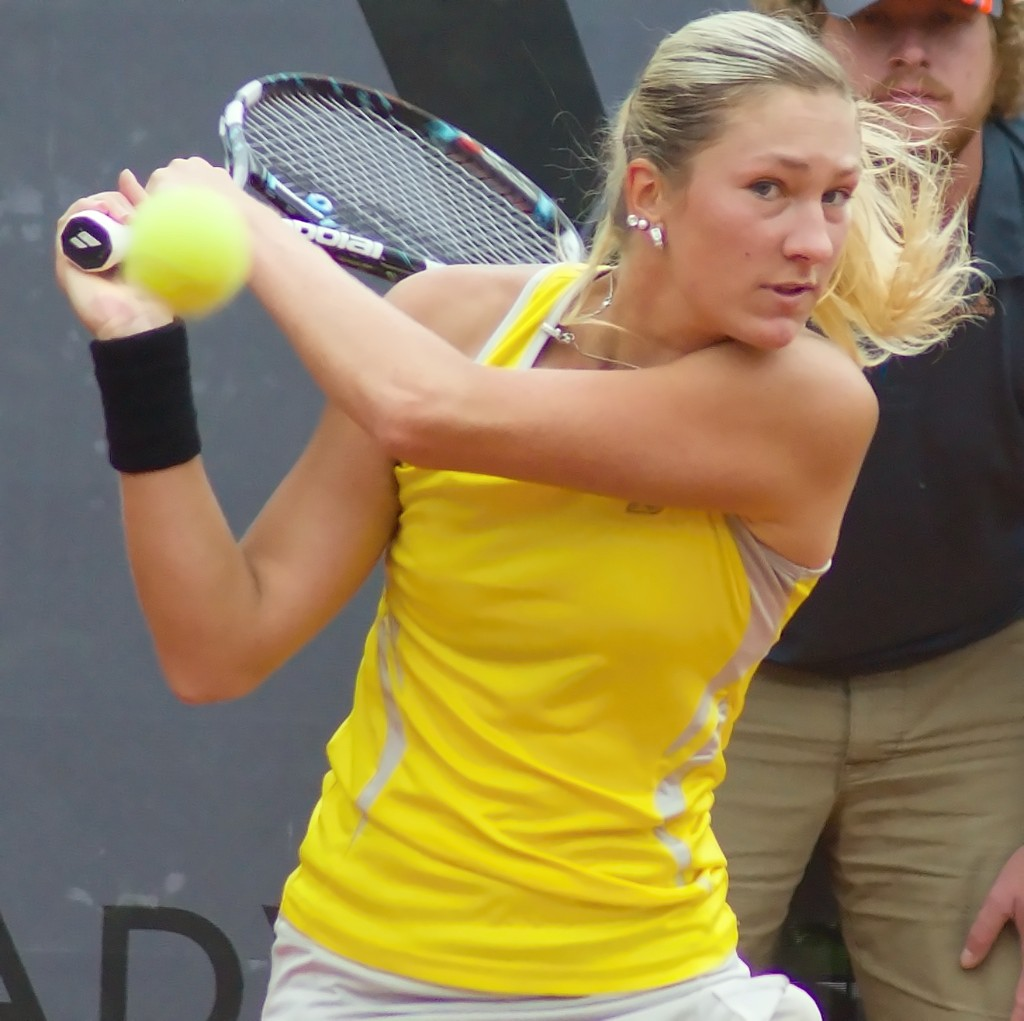
Denisa Allertová

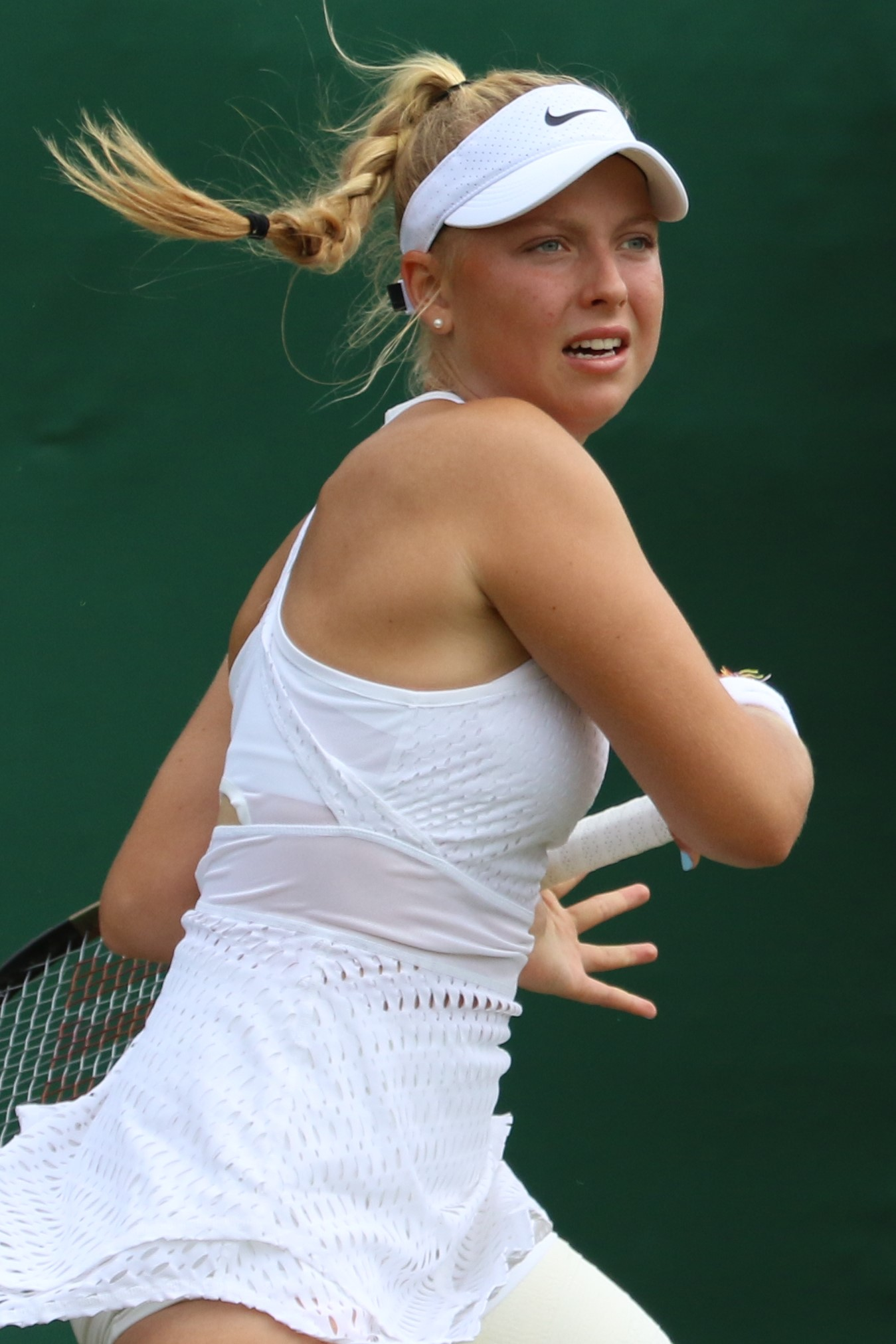
Brenda Fruhvirtová

| Nejvíce singlových titulů podle sezón | Nejvíce singlových titulů podle sezón                                                             | Nejvíce singlových titulů podle sezón |
| Sezóna                                | tenistka                                                                                          | titulů                                |
| ------------------------------------- | ------------------------------------------------------------------------------------------------- | ------------------------------------- |
| 2000                                  | Li Na (CHN)                                                                                       | 8                                     |
| 2001                                  | Irina Seljutinová (KAZ)                                                                           | 7                                     |
| 2002                                  | Sandra Klöselová (GER)                                                                            | 5                                     |
| 2003                                  | Kristina Brandiová (PUR)                                                                          | 7                                     |
| 2004                                  | Sania Mirzaová (IND) Hana Šromová (CZE)                                                           | 6                                     |
| 2005                                  | Kristina Barroisová (FRA) Romina Oprandiová (ITA)                                                 | 7                                     |
| 2006                                  | Jorgelina Craverová (ARG) Betina Jozamiová (ARG) Sandra Martinovićová (BIH) Anne Schäferová (GER) | 5                                     |
| 2007                                  | Maret Aniová (EST) Teliana Pereirová (BRA) Čang Šuaj (CHN)                                        | 5                                     |
| 2008                                  | Patricia Mayrová (AUT) Maša Zecová Peškiričová (SLO)                                              | 5                                     |
| 2009                                  | Mailen Aurouxová (ARG) Aju-Fani Damajantiová (INA) María Irigoyenová (ARG) Sacha Jonesová (NZL)   | 5                                     |
| 2010                                  | Mădălina Gojneaová (ROU)                                                                          | 6                                     |
| 2011                                  | Casey Dellacquová (AUS)                                                                           | 7                                     |
| 2012                                  | Basak Eraydinová (TUR) Ana Savićová (CRO) María Teresa Torró-Florová (ESP)                        | 7                                     |
| 2013                                  | Réka Luca Janiová (HUN)                                                                           | 8                                     |
| 2014                                  | Denisa Allertová (CZE) Laura Pous Tiová (ESP) Patricia Maria Țigová (ROU)                         | 7                                     |
| 2015                                  | Isabella Šinikovová (BUL)                                                                         | 8                                     |
| 2016                                  | Katharina Hobgarská (GER)                                                                         | 8                                     |
| 2017                                  | Mihaela Buzărnescuová (ROU)                                                                       | 7                                     |
| 2018                                  | Fernanda Britová (CHI)                                                                            | 9                                     |
| 2019                                  | Arantxa Rusová (NED)                                                                              | 10                                    |
| 2020                                  | Beatriz Haddad Maiová (BRA) Čeng Čchin-wen (CHN)                                                  | 4                                     |
| 2021                                  | Darja Semenistajová (LAT)                                                                         | 7                                     |
| 2022                                  | Brenda Fruhvirtová (CZE)                                                                          | 8                                     |
| 2023                                  | Brenda Fruhvirtová (CZE) Arina Rodionovová (AUS)                                                  | 7                                     |
| 2024                                  | Janice Tjenová (IDN)                                                                              | 7                                     |

## Kategorie a body do roku 2023
| Body na okruhu ITF Women's World Tennis Tour 2023 | Body na okruhu ITF Women's World Tennis Tour 2023 | Body na okruhu ITF Women's World Tennis Tour 2023 | Body na okruhu ITF Women's World Tennis Tour 2023 | Body na okruhu ITF Women's World Tennis Tour 2023 | Body na okruhu ITF Women's World Tennis Tour 2023 | Body na okruhu ITF Women's World Tennis Tour 2023 | Body na okruhu ITF Women's World Tennis Tour 2023 | Body na okruhu ITF Women's World Tennis Tour 2023 | Body na okruhu ITF Women's World Tennis Tour 2023 | Body na okruhu ITF Women's World Tennis Tour 2023 | Body na okruhu ITF Women's World Tennis Tour 2023 |
| ↓kategorie / fáze→ | vítězky                                           | finalistky                                        | semifinalistky                                    | čtvrtfinalistky                                   | 16 v kole                                         | 32 v kole                                         | 64 v kole                                         | QV                                                | Q3                                                | Q2                                                | Q1                                                |
| --- | ------------------------------------------------- | ------------------------------------------------- | ------------------------------------------------- | ------------------------------------------------- | ------------------------------------------------- | ------------------------------------------------- | ------------------------------------------------- | ------------------------------------------------- | ------------------------------------------------- | ------------------------------------------------- | ------------------------------------------------- |
| W100 (48Č, 32Q) | 140                                               | 85                                                | 50                                                | 25                                                | 13                                                | 7                                                 | 1                                                 | 6                                                 | 4                                                 | –                                                 | –                                                 |
| W100 (32Č, 32/24Q) | 140                                               | 85                                                | 50                                                | 25                                                | 13                                                | 1                                                 | –                                                 | 6                                                 | 4                                                 | –                                                 | –                                                 |
| W100 (16Č) | 140                                               | 85                                                | 50                                                | 25                                                | 1                                                 | –                                                 | –                                                 | –                                                 | –                                                 | –                                                 | –                                                 |
| W80 (48Č, 32Q) | 115                                               | 70                                                | 42                                                | 21                                                | 10                                                | 6                                                 | 1                                                 | 5                                                 | 3                                                 | –                                                 | –                                                 |
| W80 (32Č, 32/24Q) | 115                                               | 70                                                | 42                                                | 21                                                | 10                                                | 1                                                 | –                                                 | 5                                                 | 3                                                 | –                                                 | –                                                 |
| W80 (16Č) | 115                                               | 70                                                | 42                                                | 21                                                | 1                                                 | –                                                 | –                                                 | –                                                 | –                                                 | –                                                 | –                                                 |
| W60+H (48Č, 32Q) | 100                                               | 60                                                | 36                                                | 18                                                | 9                                                 | 5                                                 | 1                                                 | 5                                                 | 3                                                 | –                                                 | –                                                 |
| W60+H (32Č, 32/24Q) | 100                                               | 60                                                | 36                                                | 18                                                | 9                                                 | 1                                                 | –                                                 | 5                                                 | 3                                                 | –                                                 | –                                                 |
| W60+H (32Č, 48/64Q) | 100                                               | 60                                                | 36                                                | 18                                                | 9                                                 | 1                                                 | –                                                 | 5                                                 | 3                                                 | –                                                 | –                                                 |
| W60+H (16Č) | 100                                               | 60                                                | 36                                                | 18                                                | 1                                                 | –                                                 | –                                                 | –                                                 | –                                                 | –                                                 | –                                                 |
| W60 (48Č, 32Q) | 80                                                | 48                                                | 29                                                | 15                                                | 8                                                 | 5                                                 | 1                                                 | 5                                                 | 3                                                 | –                                                 | –                                                 |
| W60 (32Č, 32/24Q) | 80                                                | 48                                                | 29                                                | 15                                                | 8                                                 | 1                                                 | –                                                 | 5                                                 | 3                                                 | –                                                 | –                                                 |
| W60 (16Č) | 80                                                | 48                                                | 29                                                | 15                                                | 1                                                 | –                                                 | –                                                 | –                                                 | –                                                 | –                                                 | –                                                 |
| W40/W40+H (48Č, 32Q) | 70                                                | 42                                                | 25                                                | 13                                                | 7                                                 | 4                                                 | 1                                                 | 4                                                 | 2                                                 | –                                                 | –                                                 |
| W40/W40+H (32Č, 32/24Q) | 70                                                | 42                                                | 25                                                | 13                                                | 7                                                 | 1                                                 | –                                                 | 4                                                 | 2                                                 | –                                                 | –                                                 |
| W40/W40+H (16Č) | 70                                                | 42                                                | 25                                                | 13                                                | –                                                 | –                                                 | –                                                 | –                                                 | –                                                 | –                                                 | –                                                 |
| W25+H (48Č, 32Q) | 60                                                | 36                                                | 22                                                | 11                                                | 6                                                 | 3                                                 | 1                                                 | 2                                                 | –                                                 | –                                                 | –                                                 |
| W25+H (32Č, 32/24Q) | 60                                                | 36                                                | 22                                                | 11                                                | 6                                                 | 1                                                 | –                                                 | 2                                                 | –                                                 | –                                                 | –                                                 |
| W25+H (32Č, 48/64Q) | 60                                                | 36                                                | 22                                                | 11                                                | 6                                                 | 1                                                 | –                                                 | 2                                                 | –                                                 | –                                                 | –                                                 |
| W25+H (16Č) | 60                                                | 36                                                | 22                                                | 11                                                | 1                                                 | –                                                 | –                                                 | –                                                 | –                                                 | –                                                 | –                                                 |
| W25 (48Č, 32Q) | 50                                                | 30                                                | 18                                                | 9                                                 | 5                                                 | 3                                                 | 1                                                 | 1                                                 | –                                                 | –                                                 | –                                                 |
| W25 (32Č, 32/24Q) | 50                                                | 30                                                | 18                                                | 9                                                 | 5                                                 | –                                                 | –                                                 | 1                                                 | –                                                 | –                                                 | –                                                 |
| W25 (32Č, 48/64Q) | 50                                                | 30                                                | 18                                                | 9                                                 | 5                                                 | –                                                 | –                                                 | 1                                                 | –                                                 | –                                                 | –                                                 |
| W25 (16Č) | 50                                                | 30                                                | 18                                                | 9                                                 | 1                                                 | –                                                 | –                                                 | –                                                 | –                                                 | –                                                 | –                                                 |
| W15/W15+H (32Č, 32/24Q) | 10                                                | 6                                                 | 4                                                 | 2                                                 | 1                                                 | –                                                 | –                                                 | –                                                 | –                                                 | –                                                 | –                                                 |
| W15/W15+H (32Č, 48/64Q) | 10                                                | 6                                                 | 4                                                 | 2                                                 | 1                                                 | –                                                 | –                                                 | –                                                 | –                                                 | –                                                 | –                                                 |
| W15/W15+H (16Č) | 10                                                | 6                                                 | 4                                                 | 1                                                 | –                                                 | –                                                 | –                                                 | –                                                 | –                                                 | –                                                 | –                                                 |
| QV – vítězka kvalifikace, Q1–2 – 1. a 2. kolo kvalifikace, (xD/Č/Q) – „x“ počet hráček v soutěži dvouhry/čtyřhry/kvalifikace; H – turnaj hráčkám zajišťuje ubytování (Hospitality) |                                                   |                                                   |                                                   |                                                   |                                                   |                                                   |                                                   |                                                   |                                                   |                                                   |                                                   |